# Женгялов хац
Женгялов хац (вірм. Ժենգյալով հաց) — вірменський плоский хліб, посипаний збором різних видів зелені. Цю страву готують тільки в Нагірному Карабасі.

## Технологія приготування
Виготовляють з нездобного дріжджового тіста з різноманітною подрібленою зеленню, випікають без масла на спеціальних чавунних листах, які називаються «садж», без додавання масла.
Тісто для женгялов-хаца складається з борошна, води та солі. При замішуванні воно повинно бути щільним, але еластичним. Важливо правильно його розкачати, щоб воно стало тонким, як аркуш паперу. Значущий процес затискання хліба: шов повинен бути міцним, але в той же час не товстим, інакше при смаженні він пригорить — і женгялов-хац буде зіпсований. За традицією, чим менший шов — тим більш вмілою вважається господиня. Також дуже важливо злегка притиснути тісто — щоб вийшло повітря: інакше, коли буде смажитись, все надується і лопне.
У страві має бути багато зелені з прісним смаком — на зразок листового салату, кропиви або шпинату. Також додають зелень з більш насиченим смаком: кіндзміндзюк, зелену цибулю, петрушку і кріп. Зовсім трохи використовують щавлю і листя кульбаби, які надають гірчинку. Головна трава для женгялов-хац — кіндзміндзюк, (гірська кінза). У старовинних рецептах є такі трави, як листя фіалки, листя дикого маку, морквяник, лобода, бурякова гичка.
Готують женгялов-хац зазвичай завжди великими порціями. Їдять женгялов-хац відразу з вогню.

## Церемонія подачі страви
Для приготування хліба з женгялом проводять повноцінну церемонію, в яку закладено певний підтекст — зібрати разом рідних і близьких. Це також свято, що символізує прихід весни. Спочатку жінки збирають зелень у горах, промивають її у водах гірських річок, просушують під жарким сонцем. Коли все готово, сім'я збирається в будинку найстаршого із сім'ї. Потім вони готують женгялов хац та інші частування, грає музика, всі танцюють.